# Draba mongolica
Draba mongolica är en korsblommig växtart som beskrevs av Porphir Kiril Nicolai Stepanowitsch Turczaninow. Draba mongolica ingår i släktet drabor, och familjen korsblommiga växter. Inga underarter finns listade i Catalogue of Life.